# Dallas Tornado 1975
Questa pagina raccoglie i dati riguardanti il Dallas Tornado nelle competizioni ufficiali della stagione 1975.

## Stagione
I Tornado sempre guidati da Ron Newman rimasero caratterizzati da una forte presenza di giocatori inglesi ed europei, mentre la componente autoctona, ad esclusione dei naturalizzati, rimase limitata alle riserve. 
La squadra fallì l'accesso ai playoff per il titolo.

## Organigramma societario
Area direttiva
- Presidente: Robert Power
- General Manager: Robert Power
- Responsabile attrezzature: Terry Worsham
- Assistente responsabile attrezzature: Mark Goldstein

Area tecnica
- Allenatore: Ron Newman
- Trainer: Luis Juracy

## Rosa
| N. |                             | Ruolo | Calciatore       |
| -- | --------------------------- | ----- | ---------------- |
| 1  | Inghilterra (bandiera)      | P     | Ken Cooper       |
| 2  | Irlanda del Nord (bandiera) | D     | Sammy Todd       |
| 2  | Inghilterra (bandiera)      | D     | Peter Creamer    |
| 4  | Inghilterra (bandiera)      | D     | Albert Jackson   |
| 5  | Stati Uniti (bandiera)      | D     | Dick Hall        |
| 6  | Stati Uniti (bandiera)      | C     | Roy Turner       |
| 7  | Austria (bandiera)          | C     | Walter Rautmann  |
| 8  | Inghilterra (bandiera)      | D     | George Ley       |
| 9  | Inghilterra (bandiera)      | A     | Mickey Moore     |
| 10 | Stati Uniti (bandiera)      | A     | Ilija Mitić      |
| 11 | Stati Uniti (bandiera)      | A     | Mike Renshaw     |
| 12 | Stati Uniti (bandiera)      | A     | Kyle Rote Jr.    |
| 13 | Inghilterra (bandiera)      | A     | Richard Reynolds |

| N. |                        | Ruolo | Calciatore        |
| -- | ---------------------- | ----- | ----------------- |
| 14 | Inghilterra (bandiera) | D     | Bobby Moffat      |
| 15 | Giamaica (bandiera)    | D     | Altamont McKenzie |
| 16 | Stati Uniti (bandiera) | P     | Matt Weiss        |
| 17 | Inghilterra (bandiera) | C     | Tommy Gore        |
| 18 | Stati Uniti (bandiera) | A     | Freddie Garcia    |
| 19 | Stati Uniti (bandiera) | D     | Neil Cohen        |
| 20 | Stati Uniti (bandiera) | D     | Charlie DeLong    |
| 21 | Inghilterra (bandiera) | A     | Dave Chadwick     |
| 22 | Stati Uniti (bandiera) | D     | Bobby Kessen      |
| 23 | Stati Uniti (bandiera) | D     | Rich Suit         |
| 24 | Stati Uniti (bandiera) | A     | Fabian Hurtado    |
| 8  | Brasile (bandiera)     | C     | Renato Costa      |